# Purmerend

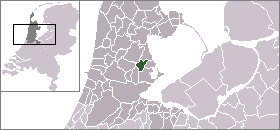
Purmerends läge

Purmerend är en kommun och en stad i Nederländerna i provinsen Nord-Holland. Staden är omgiven av vallar, bland andra Purmer, Beemster och Wormer. Staden blev tidigt regionens handelscentrum men invånarantalet ökade relativt långsamt. Inte förrän efter 1960 började invånarantalet växa från runt 10 000 till cirka 80 000 under 2010-talet, staden expanderar ännu kraftigt. Många av invånarna arbetar, går i skolan och tillbringar sin fritid i Amsterdam. Purmerend tillhör Randstad, en av Europas största storstadsregioner.

## Historia

### Tidig historia
Purmerend bildades ur den lilla fiskarbyn Purmer som låg mellan Purmermeer, Beemstermeer och Wormermeer på den södra banken av floden De Weere.
Purmerend grundades av Willem Eggert, en förmögen bankman från Amsterdam. År 1410 tilläts han av Willem VI av Holland att bygga slottet Purmerstein. Bygget färdigställdes 1413 och revs 1741 efter att det under årens gång fallit i glömska. 1434 gavs Purmerend stadsrättigheter och den 21 april 1484 gavs staden "marktrecht" (rätten att organisera stora marknader) av greve Jan van Egmond. Detta betydde att handelsmän drogs till staden, innan dess hade endast lokalproducerade matvaror och produkter varit tillåtna att säljas.

### 1600-talet
Till 1500-talet hade Purmerend vuxit betydligt, vilket kan ses på kartor ifrån denna tid. Staden hade då en rektangulär form som korsades av två större vägar: en som ledde norr- och söderut, den andra till väst och öst. Dräneringen av Beemstersjön år 1612 och Purmersjön 1622 betydde en stor förlust för fisket i staden. Detta fick man dock tillbaka på odlingen och jordbruket som uppfördes på den nya bördiga marken. Purmerend blev under 1600-talet centrum i en jordbruksregion där råvarorna såldes på stadens marknader.

### 1900-talet
Under andra världskriget ockuperades Purmerend av tyska trupper den 15 maj 1940. Efter fem år av ockupation befriades staden av mestadels kanadensiska styrkor på onsdagen den 9 maj 1945. 

### 2000-talet
Purmerend kallas sedan 2003 för Nederländernas Nöjespark. Efter nöjesparken är Purmerend mest känt för dess komarknad där nötkreatur, och även får, säljs och byts. Efter utbrottet av galna ko-sjukan mellan 1995 och 2001 stängdes marknaden och öppnades igen i mindre skala under januari 2002. Efter 400 år av denna tradition stängdes verksamheten ner år 2008 och auktionerna flyttades till Baanstee Oost industriområde norr om staden.